# Christoph Weißenbacher
Christoph Weißenbacher (* 20. Juli 1992) ist ein österreichischer Fußballtorwart.

## Karriere
Weißenbacher begann seine Karriere beim SV Krottendorf. Zur Saison 2003/04 wechselte er zum SC Weiz. Zur Saison 2006/07 kam er in die Akademie des Grazer AK. Im März 2008 stand er gegen den SC Fürstenfeld erstmals im Kader der viertklassigen Amateure der Grazer. Sein Debüt für diese in der Landesliga gab er im Juni 2009, als er am 30. Spieltag der Saison 2008/09 gegen den SC Kalsdorf in der Startelf stand. Im Oktober 2009 stand er gegen den SC St. Stefan erstmals im Kader der ersten Mannschaft des GAK. Mit der Zweitmannschaft des GAK stieg er 2010 aus der Landesliga ab.
Im Mai 2011 debütierte er für die erste Mannschaft in der Regionalliga, als er am 29. Spieltag der Saison 2010/11 gegen den SC Weiz von Beginn an zum Einsatz kam. In der Saison 2011/12 kam er zu drei Einsätzen für die Grazer in der Regionalliga. Nach dem Konkurs der Grazer musste er den Verein im Oktober 2012 verlassen.
Nach rund zwei Monaten ohne Verein wechselte er im Dezember 2012 zum ebenfalls drittklassigen SC Kalsdorf. In seinem ersten halben Jahr bei Kalsdorf kam er zu zehn Regionalligaeinsätzen. In der Saison 2013/14 kam er zu 13 Einsätzen, nachdem er erst in der Rückrunde Florian Schlögl als Stammtorwart verdrängt hatte. In der Saison 2014/15 absolvierte er 29 der 30 Saisonspiele, wie auch in der Saison 2015/16, wo er lediglich am ersten Spieltag gesperrt fehlte. Nach 18 Einsätzen in der Saison 2016/17 riss Weißenbacher sich im März 2017 gegen den SC Weiz das Kreuzband. Daraufhin kam er im Jahr 2017 nicht mehr zum Einsatz, sein Comeback gab er im März 2018. Bis zum Ende der Saison 2017/18 kam er dennoch zu zwölf Einsätzen. In der Spielzeit 2018/19 kam er in 27 Ligaspielen zum Einsatz.
Zur Saison 2019/20 kehrte er zum Grazer AK zurück, der inzwischen in die 2. Liga aufgestiegen war. Sein Debüt in der zweithöchsten Spielklasse gab er im Oktober 2019, als er am zwölften Spieltag jener Saison gegen den FC Liefering in der Startelf stand. Nach der Saison 2019/20 verließ er den GAK und schloss sich dem viertklassigen ASK Voitsberg an. Für diesen kam er bis zum COVID-19-bedingten Meisterschaftsabbruchs zu zehn Meisterschaftsspielen und verieß den Verein im Sommer 2021. Im Sommer 2022 wurde er als Torwarttrainer beim FC Gleisdorf 09 tätig und saß als Ersatztorwart auch das eine oder andere mal auf der Ersatzbank der ersten oder zweiten Mannschaft. Daneben war er bon 2023 bis 2024 auch als Torwarttrainer am LAZ Weiz beschäftigt. In der Winterpause 2023/24 wurde er Co-Trainer beim SC St.Margarethen/Raab in der fünftklassigen Oberliga Sü-Ost. Bis auf zwei Freundschaftsspieleinsätze kam er in dieser Saison in keinen Spielen der beiden Herrenmannschaften zum Einsatz. Im Oktober 2024 absolvierte er in Ligaspiel für die zweite Mannschaft des Klubs.